# UFC 306
UFC 306 — Riyadh Season Noche UFC: O’Malley vs. Dvalishvili — турнир по смешанным единоборствам, организованный Ultimate Fighting Championship, который был проведён 14 сентября 2024 года на спортивной арене «Sphere» в городе Парадайс (часть города-мегаполиса Лас-Вегас), штат Невада, США.

## Подготовка турнира
Это мероприятие станет вторым турниром организации из серии «Noche UFC», посвященным Дню независимости Мексики, после проведения UFC Fight Night: Грассо vs. Шевченко 2 годом ранее. Генеральный директор UFC Дэйна Уайт заявил, что данное мероприятие «расскажет историю боев в Мексике от прошлого до будущего». Кроме того, это будет первый раз, когда UFC разрешит спонсору иметь статус титульного партнера, официально переименовав его в «Riyadh Season Noche UFC» в рамках партнерства с Главным управлением развлечений Саудовской Аравии.

### Главные события турнира
В качестве заглавного события запланирован бой за титул чемпиона UFC в легчайшем весе, в котором должны встретиться действующий чемпион американец Шон О`Мэлли и претендент грузин Мераб Двалишвили (#1 в рейтинге). Этот поединок станет второй защитой титула для О`Мэлли после того, как он завоевал титул 19 августа 2023 года на турнире UFC 292, нокаутировав во 2-м раунде Алджамейна Стерлинга.
| Заглавное событие - Легчайший вес - Бой за титул чемпиона | Заглавное событие - Легчайший вес - Бой за титул чемпиона | Заглавное событие - Легчайший вес - Бой за титул чемпиона |
| --- | --- | --------------------------------------------------------- |
| Шон О `Мэлли | | Мераб Двалишвили                                          |
| SEAN DANIEL O`MALLEY «Suga» (Сахарок / Сладкий) 29 лет (24.10.1994) Рост 180 см, размах рук 183 см, вес 61,23 кг Гражданство: Происхождение: Место рождения: Хелена, Монтана, США Представляет: Финикс, Аризона, США «MMA Lab» Дебют в UFC - 01.12.2017 (с рекордом 8-0) Бонусы "Fight of the Night" (3) / "Perfomance of the Night" (6) Действующий чемпион UFC в легчайшем весе (08.2023-н.в., защиты 1/1) Победитель DWCS 2 (2017) | MERAB DVALISHVILI / მერაბ დვალიშვილი «The Machine» (Машина) 33 года (10.01.1991) Рост 168 см, размах рук 173 см, вес 60,78 кг Гражданство: / Происхождение: Место рождения: Тбилиси, Грузия Представляет: Лонг-Айленд-Сити, Нью-Йорк, США / Тбилиси, Грузия «Serra-Longo Fight Team» Дебют в UFC - 09.12.2017 (с рекордом 6-2) Бонусы "Fight of the Night" (1) / "Perfomance of the Night" (1) Претендент на титул чемпиона UFC в легчайшем весе Чемпион Ring of Combat в легчайшем весе (2017, защиты 1/1) |                                                           |
| Последние бои: 09.03.2024, Марлон Вера (#5), UDEC 19.08.2023, Алджамейн Стерлинг (ч), TKO2 22.10.2022, Пётр Ян (#1), SDEC 02.07.2022, Педру Муньюс (#9), NC 11.12.2021, Раулиан Паива, TKO1 | Последние бои: UDEC, Генри Сехудо (#3), 17.02.2024 UDEC, Пётр Ян (#2), 11.03.2023 UDEC, Жозе Алду (#3), 20.08.2022 TKO2, Марлон Мораис (#6), 25.09.2021 UDEC, Коди Стеймэнн (#13), 01.05.2021 |                                                           |

В качестве соглавного события запланирован бой-реванш за титул чемпионки UFC в женском наилегчайшем весе, в котором должны встретиться действующая чемпионка мексиканка Алекса Грассо и бывшая чемпионка это весовой Валентина Шевченко (#1 в рейтинге). Это будет третий титульный бой между этими спортсменками. Манон Фьоро официально назначена запасным страхующим бойцом на случай снятия одного из участников этой пары.
| Соглавное событие - Женский наилегчайший вес - Бой за титул чемпиона | Соглавное событие - Женский наилегчайший вес - Бой за титул чемпиона | Соглавное событие - Женский наилегчайший вес - Бой за титул чемпиона |
| --- | --- | -------------------------------------------------------------------- |
| Алекса Грассо | | Валентина Шевченко                                                   |
| KAREN ALEXA GRASSO MONTES - 31 год (09.08.1993) Рост 165 см, размах рук 168 см, вес 56,24 кг Гражданство: Происхождение: Место рождения: Гвадалахара, Халиско, Мексика Представляет: Гвадалахара, Халиско, Мексика «Lobo Gym MMA» Дебют в UFC - 05.01.2016 (с рекордом 8-0) Бонусы "Fight of the Night" (1) / "Perfomance of the Night" (1) Действующая чемпионка UFC в наилегчайшем весе (03.2023-н.в., защиты 1/1) | ВАЛЕНТИНА АНАТОЛЬЕВНА ШЕВЧЕНКО «Bullet» (Пуля) 36 лет (07.03.1988) Рост 165 см, размах рук 166 см, вес 56,69 кг Гражданство: / Происхождение: / Место рождения: Фрунзе (Бишкек), Киргизская ССР, СССР Представляет: Бишкек, Кыргызстан «Tiger Muay Thai» Дебют в UFC - 19.12.2015 (с рекордом 11-1) Бонусы "Perfomance of the Night" (3) Претендент на титул чемпионки UFC в наилегчайшем весе Чемпионка UFC в наилегчайшем весе (02.2018-03.2023, защиты 7/8) Претендент на титул чемпионки UFC в легчайшем весе (2017) 11-кратная чемпионка мира по муай-тай 3-кратная чемпионка мира по кикбоксингу 2-кратная чемпионка мира по MMA |                                                                      |
| Последние бои: 16.09.2023, Валентина Шевченко (#1), SDEC 04.03.2023, Валентина Шевченко (ч), SUB4 15.10.2022, Вивиани Араужу (#6), UDEC 26.03.2022, Джоанна Вуд (#7), UDEC 13.02.2021, Мэйси Барбер (#10), TKO3 | Последние бои: SDEC, Алекса Грассо (ч), 16.09.2023 SUB4, Алекса Грассо (#5), 04.03.2023 SDEC, Тайла Сантус (#4), 11.06.2022 TKO4, Лорен Мёрфи (#3), 25.09.2021 TKO2, Жессика Андради (#1), 24.04.2021 |                                                                      |

### Изменения карда турнира
При подготовке турнира были анонсированы, но впоследствии отменены следующие поединки:
- Бой в среднем весе между бразильцем Мишелом Перейрой (#13 в рейтинге) и бывшим чемпионом LFA американцем мексиканского происхождения Энтони Эрнандесом (#14 в рейтинге).[9] Организаторы приняли решение перенести этот бой на месяц позже, сделав его заглавным событием турнира UFC Fight Night 245.[10]
- Бой в наилегчайшем весе, в котором должны были встретиться мексиканский боец Эдгар Чайрес и перуанец Кевин Борхас.[11] За две недели до турнира Борхас по неизвестной причине снялся с боя и был заменён на Джошуа Вана.[12]

### Анонсированные бои
| Бой | Весовая категория     | Участники боёв и их статистика перед боем (рекорд ММА / рекорд UFC / серия) | Участники боёв и их статистика перед боем (рекорд ММА / рекорд UFC / серия) | Участники боёв и их статистика перед боем (рекорд ММА / рекорд UFC / серия) | Участники боёв и их статистика перед боем (рекорд ММА / рекорд UFC / серия) | Участники боёв и их статистика перед боем (рекорд ММА / рекорд UFC / серия) | Участники боёв и их статистика перед боем (рекорд ММА / рекорд UFC / серия) | Участники боёв и их статистика перед боем (рекорд ММА / рекорд UFC / серия) | Участники боёв и их статистика перед боем (рекорд ММА / рекорд UFC / серия) | Участники боёв и их статистика перед боем (рекорд ММА / рекорд UFC / серия) | Участники боёв и их статистика перед боем (рекорд ММА / рекорд UFC / серия) | Участники боёв и их статистика перед боем (рекорд ММА / рекорд UFC / серия) | Участники боёв и их статистика перед боем (рекорд ММА / рекорд UFC / серия) |
|     |                       | Главный кард (Main Card, PPV/ESPN+)                                         |                                                                             |                                                                             |                                                                             |                                                                             |                                                                             |                                                                             |                                                                             |                                                                             |                                                                             |                                                                             |                                                                             |
| 1   | Легчайший вес         | Шон О’Мэлли «Suga» Sean O’Malley                                            | Ч CS                                                                        | 18-1 (1)                                                                    | 10-1 (1)                                                                    | +6                                                                          | vs.                                                                         | Мераб Двалишвили Merab «The Machine» Dvalishvili                            | #1                                                                          | 17-4                                                                        | 10-2                                                                        | +10                                                                         | [ 13 ]                                                                      |
| 2   | Жен. наилегчайший вес | Алекса Грассо Alexa Grasso                                                  | Ч                                                                           | 16-3-1                                                                      | 8-3-1                                                                       | 0                                                                           | vs.                                                                         | Валентина Шевченко Valentina «Bullet» Shevchenko                            | #1 exЧ                                                                      | 23-4-1                                                                      | 12-3-1                                                                      | 0                                                                           | [ 14 ]                                                                      |
| 3   | Полулёгкий вес        | Брайан Ортега Brian «T-City» Ortega                                         | #3 exT(1), exП                                                              | 16-3 (1)                                                                    | 8-3 (1)                                                                     | +1                                                                          | vs.                                                                         | Диегу Лопес Diego Lopes                                                     | #13 exT (12), CS                                                            | 25-6                                                                        | 4-1                                                                         | +4                                                                          | [ 15 ]                                                                      |
| 4   | Лёгкий вес            | Даниэль Зельхубер Daniel «Golden Boy» Zellhuber                             | CS                                                                          | 15-1                                                                        | 3-1                                                                         | +3                                                                          | vs.                                                                         | Эстебан Рибович Esteban «El Gringo» Ribovics                                | CS                                                                          | 13-1                                                                        | 2-1                                                                         | +2                                                                          | [ 16 ]                                                                      |
| 5   | Наилегчайший вес      | Рональдо Родригес Ronaldo «Lazy Boy» Rodriguez                              | CS                                                                          | 16-2                                                                        | 1-0                                                                         | +6                                                                          | vs.                                                                         | Оди Осборн Ode «The Jamaican Sensation» Osbourne                            | CS                                                                          | 12-7 (1)                                                                    | 4-5                                                                         | -2                                                                          | [ 17 ]                                                                      |
|     |                       | Предварительный кард (Prelims, ESPNews/ESPN+)                               |                                                                             |                                                                             |                                                                             |                                                                             |                                                                             |                                                                             |                                                                             |                                                                             |                                                                             |                                                                             |                                                                             |
| 6   | Жен. легчайший вес    | Ирене Альдана Irene Aldana                                                  | #5 exT(2), exП                                                              | 15-7                                                                        | 8-5                                                                         | +1                                                                          | vs.                                                                         | Норма Думонт Norma «The Immortal» Dumont                                    | #8                                                                          | 11-2                                                                        | 7-2                                                                         | +4                                                                          | [ 18 ]                                                                      |
| 7   | Лёгкий вес            | Мануэль Торрес Manuel «El Loco» Torres                                      | CS                                                                          | 15-2                                                                        | 3-0                                                                         | +6                                                                          | vs.                                                                         | Игнасио Баамондес Ignacio «La Jaula» Bahamondes                             | CS                                                                          | 15-5                                                                        | 4-2                                                                         | +1                                                                          | [ 19 ]                                                                      |
| 8   | Жен. минимальный вес  | Язмин Хауреги Yazmin Jauregui                                               |                                                                             | 11-1                                                                        | 3-1                                                                         | +1                                                                          | vs.                                                                         | Кетлин Соуза Ketlen «Esquentadinha» Souza                                   |                                                                             | 14-4                                                                        | 1-1                                                                         | +1                                                                          | [ 20 ]                                                                      |
| 9   | Наилегчайший вес      | Эдгар Чайрес Édgar «Puro Chicali» Cháirez                                   | CS                                                                          | 11-5 (1)                                                                    | 1-1 (1)                                                                     | +1                                                                          | vs.                                                                         | Джошуа Ван▲ Joshua «The Fearless» Van                                       |                                                                             | 10-2                                                                        | 3-1                                                                         | -1                                                                          | [ 21 ]                                                                      |
|     |                       | Ранний предварительный кард (Early Prelims, ESPN+/UFC Fight Pass)           |                                                                             |                                                                             |                                                                             |                                                                             |                                                                             |                                                                             |                                                                             |                                                                             |                                                                             |                                                                             |                                                                             |
| 10  | Легчайший вес         | Рауль Росас Raul «El Niño Problema» Rosas Jr.                               | CS                                                                          | 9-1                                                                         | 3-1                                                                         | +2                                                                          | vs.                                                                         | Аожи Цилэн «The Mongolian Murderer» Aoriqileng                              |                                                                             | 25-11 (1)                                                                   | 3-3 (1)                                                                     | +1                                                                          | [ 22 ]                                                                      |
|     |                       | Отменённые бои                                                              |                                                                             |                                                                             |                                                                             |                                                                             |                                                                             |                                                                             |                                                                             |                                                                             |                                                                             |                                                                             |                                                                             |
|     | Средний вес           | Мишел Перейра Michel «Demolidor» Pereira                                    | #13                                                                         | 31-11 (2)                                                                   | 9-2                                                                         | +8                                                                          | vs.                                                                         | Энтони Эрнандес Anthony «Fluffy» Hernandez                                  | #14 exT(12), CS                                                             | 12-2 (1)                                                                    | 6-2                                                                         | +5                                                                          | [ 23 ]                                                                      |
|     | Наилегчайший вес      | Эдгар Чайрес Édgar «Puro Chicali» Cháirez                                   | CS                                                                          | 11-5 (1)                                                                    | 1-1 (1)                                                                     | +1                                                                          | vs.                                                                         | Кевин Борхас▼ Kevin «El Gallo Negro» Borjas                                 | CS                                                                          | 9-3                                                                         | 0-2                                                                         | -2                                                                          | [ 24 ]                                                                      |

Условные обозначения: #5 (1) — текущее (лучшее) место бойца в рейтинге, exЧ(В) — бывший чемпион (временный), exП(В) — бывший претендент на титул чемпиона (временного), exТ(3) — боец входил в рейтинг Топ-15 (лучшее место в рейтинге), д — дебютант, CS — боец участвовал в Претендентской серии Дэйны Уайта, RTU — боец участвовал в шоу Road To UFC, TUF — боец участвовал в шоу The Ultimate Fighter, TUF(W/F) — боец являлся победителем/финалистом The Ultimate Fighter, WEC/SF — боец выступал в WEC или Strikeforce до объединения этих организаций с UFC.

## Церемония взвешивания
Результаты официальной церемонии взвешивания бойцов перед турниром.
| Весовая категория и допустимый лимит в фунтах | Весовая категория и допустимый лимит в фунтах | Участники боёв и их вес в фунтах | Участники боёв и их вес в фунтах | Участники боёв и их вес в фунтах | Участники боёв и их вес в фунтах |
| --------------------------------------------- | --------------------------------------------- | -------------------------------- | -------------------------------- | -------------------------------- | -------------------------------- |
| Легчайший вес                                 | 135 (+1)                                      | Шон О’Мэлли                      | 135                              | Мераб Двалишвили                 | 134                              |
| Наилегчайший вес (женщины)                    | 125 (+1)                                      | Алекса Грассо                    | 124                              | Валентина Шевченко               | 125                              |
| Полулёгкий вес                                | 145 (+1)                                      | Брайан Ортега                    | 146                              | Диегу Лопес                      | 146                              |
| Лёгкий вес                                    | 155 (+1)                                      | Даниэль Зельхубер                | 155                              | Эстебан Рибович                  | 155                              |
| Наилегчайший вес                              | 125 (+1)                                      | Рональдо Родригес                | 125                              | Оди Осборн                       | 125                              |
| Легчайший вес (женщины)                       | 135 (+1)                                      | Ирене Альдана                    | 136                              | Норма Думонт                     | 136                              |
| Лёгкий вес                                    | 155 (+1)                                      | Мануэль Торрес                   | 156                              | Игнасио Баамондес                | 156                              |
| Минимальный вес (женщины)                     | 115 (+1)                                      | Язмин Хауреги                    | 115                              | Кетлин Соуза                     | 115                              |
| Наилегчайший вес                              | 125 (+1)                                      | Эдгар Чайрес                     | 125,5                            | Джошуа Ван                       | 125,5                            |
| Легчайший вес                                 | 135 (+1)                                      | Рауль Росас                      | 136                              | Аожи Цилэн                       | 136                              |

Все бойцы показали вес в лимитах своих весовых категорий.

## Результаты турнира
В главном бою вечера Мераб Двалишвили победил Шона О`Мэлли единогласным решением судей и завоевал титул чемпиона UFC в легчайшем весе.
| Статистика поединка: | Статистика поединка: | Статистика поединка:                          | Статистика поединка:                          | Статистика поединка: | Статистика поединка: | Статистика поединка: | Статистика поединка: | Статистика поединка: | Статистика поединка: | Статистика поединка: | Статистика поединка: | Статистика поединка: | Статистика поединка: | Статистика поединка: | Статистика поединка: | Статистика поединка: | Статистика поединка: | Статистика поединка: |
| Участник             | Нокдауны             | Акцентрованные удары (по цели/всего/точность) | Акцентрованные удары (по цели/всего/точность) | По раундам           | По раундам           | По раундам           | По раундам           | По раундам           | По цели              | По цели              | По цели              | По позиции           | По позиции           | По позиции           | Тейкдауны            | Тейкдауны            | Контроль             | Попытка приема       |
| Участник             | Нокдауны             | Акцентрованные удары (по цели/всего/точность) | Акцентрованные удары (по цели/всего/точность) | 1Р                   | 2Р                   | 3Р                   | 4Р                   | 5Р                   | Голова               | Корпус               | Ноги                 | Дистанция            | Клинч                | Партер               | Тейкдауны            | Тейкдауны            | Контроль             | Попытка приема       |
| -------------------- | -------------------- | --------------------------------------------- | --------------------------------------------- | -------------------- | -------------------- | -------------------- | -------------------- | -------------------- | -------------------- | -------------------- | -------------------- | -------------------- | -------------------- | -------------------- | -------------------- | -------------------- | -------------------- | -------------------- |
| Шон О`Мэлли          | 0                    | 47/89                                         | 52 %                                          | 14/28                | 5/10                 | 11/21                | 6/9                  | 11/21                | 22/48                | 23/39                | 2/2                  | 45/85                | 0/1                  | 2/3                  | 0                    | -                    | 0:00                 | 0                    |
| Мераб Двалишвили     | 0                    | 82/164                                        | 50 %                                          | 16/30                | 18/38                | 17/38                | 21/32                | 10/26                | 55/130               | 4/6                  | 23/28                | 29/85                | 8/14                 | 45/65                | 6/15                 | 40 %                 | 10:03                | 0                    |

В согласном бою Валентина Шевченко победила Алексу Грассо единогласным решением судей и повторно завоевала титул чемпионки UFC в женском наилегчайшем весе.
| Статистика поединка: | Статистика поединка: | Статистика поединка:                          | Статистика поединка:                          | Статистика поединка: | Статистика поединка: | Статистика поединка: | Статистика поединка: | Статистика поединка: | Статистика поединка: | Статистика поединка: | Статистика поединка: | Статистика поединка: | Статистика поединка: | Статистика поединка: | Статистика поединка: | Статистика поединка: | Статистика поединка: | Статистика поединка: |
| Участник             | Нокдауны             | Акцентрованные удары (по цели/всего/точность) | Акцентрованные удары (по цели/всего/точность) | По раундам           | По раундам           | По раундам           | По раундам           | По раундам           | По цели              | По цели              | По цели              | По позиции           | По позиции           | По позиции           | Тейкдауны            | Тейкдауны            | Контроль             | Попытка приема       |
| Участник             | Нокдауны             | Акцентрованные удары (по цели/всего/точность) | Акцентрованные удары (по цели/всего/точность) | 1Р                   | 2Р                   | 3Р                   | 4Р                   | 5Р                   | Голова               | Корпус               | Ноги                 | Дистанция            | Клинч                | Партер               | Тейкдауны            | Тейкдауны            | Контроль             | Попытка приема       |
| -------------------- | -------------------- | --------------------------------------------- | --------------------------------------------- | -------------------- | -------------------- | -------------------- | -------------------- | -------------------- | -------------------- | -------------------- | -------------------- | -------------------- | -------------------- | -------------------- | -------------------- | -------------------- | -------------------- | -------------------- |
| Алекса Грассо        | 0                    | 18/100                                        | 18 %                                          | 2/19                 | 2/13                 | 5/35                 | 1/12                 | 8/21                 | 8/74                 | 3/10                 | 7/16                 | 16/98                | 1/1                  | 1/1                  | 1/4                  | 25 %                 | 0:49                 | 2                    |
| Валентина Шевченко   | 0                    | 45/80                                         | 56 %                                          | 10/18                | 3/8                  | 16/26                | 2/5                  | 14/23                | 38/71                | 3/5                  | 4/4                  | 39/72                | 2/2                  | 4/6                  | 8/12                 | 66 %                 | 16:04                | 0                    |

| Бой    | Весовая категория     | Результат боя               | Результат боя      | Результат боя | Результат боя | Результат боя | Результат боя     | Результат боя | Способ победы                                          | Раунд | Время | Рефери в ринге |
|        |                       | Главный кард                |                    |               |               |               |                   |               |                                                        |       |       |                |
| Бой 10 | Легчайший вес         |                             | Мераб Двалишвили   | #1            | поб.          |               | Шон О’Мэлли       | Ч             | Единогласное решение (49-46, 48-47, 48-47)             | 5     | 5:00  | Херб Дин       |
| Бой 9  | Жен. наилегчайший вес |                             | Валентина Шевченко | #1            | поб.          |               | Алекса Грассо     | Ч             | Единогласное решение (50-45, 50-45, 50-45)             | 5     | 5:00  | Марк Смит      |
| Бой 8  | Полулёгкий вес        |                             | Диегу Лопес        | #13           | поб.          |               | Брайан Ортега     | #3            | Единогласное решение (30-26, 30-27, 30-27)             | 3     | 5:00  | Марк Годдард   |
| Бой 7  | Лёгкий вес            |                             | Эстебан Рибович    |               | поб.          |               | Даниэль Зельхубер |               | Раздельное решение (29-28, 28-29, 29-28)               | 3     | 5:00  | Джейсон Херцог |
| Бой 6  | Наилегчайший вес      |                             | Рональдо Родригес  |               | поб.          |               | Оди Осборн        |               | Единогласное решение (29-28, 29-27, 29-27)             | 3     | 5:00  | Крис Тоньони   |
|        |                       | Предварительный кард        |                    |               |               |               |                   |               |                                                        |       |       |                |
| Бой 5  | Жен. легчайший вес    |                             | Норма Думонт       | #8            | поб.          |               | Ирене Альдана     | #5            | Единогласное решение (30-27, 30-27, 30-27)             | 3     | 5:00  | Херб Дин       |
| Бой 4  | Лёгкий вес            |                             | Игнасио Баамондес  |               | поб.          |               | Мануэль Торрес    |               | Технический нокаут (удар навстречу справа и добивание) | 1     | 4:02  | Марк Годдард   |
| Бой 3  | Жен. минимальный вес  |                             | Кетлин Соуза       |               | поб.          |               | Язмин Хауреги     |               | Техническая сдача, удушающий приём (удушение сзади)    | 1     | 3:02  | Джейсон Херцог |
| Бой 2  | Наилегчайший вес      |                             | Джошуа Ван         |               | поб.          |               | Эдгар Чайрес      |               | Единогласное решение (29-28, 29-28, 29-28)             | 3     | 5:00  | Марк Смит      |
|        |                       | Ранний предварительный кард |                    |               |               |               |                   |               |                                                        |       |       |                |
| Бой 1  | Легчайший вес         |                             | Рауль Росас        |               | поб.          |               | Аожи Цилэн        |               | Единогласное решение (29-28, 29-28, 29-28)             | 3     | 5:00  | Крис Тоньони   |

Официальные судейские карточки турнира.

## Награды
Следующие бойцы были удостоены денежного бонуса в размере $50,000:
- Лучший бой вечера: Эстебан Рибович - Даниэль Зельхубер
- Выступление вечера: Игнасио Баамондес и Кетлин Соуза